# Campeonato Mundial de Waterpolo Masculino de 2022
El XIX Campeonato Mundial de Waterpolo Masculino se celebró en Hungría entre el 21 de junio y el 3 de julio de 2022 dentro del XIX Campeonato Mundial de Natación. El evento fue organizado por la Federación Internacional de Natación (FINA) y la Federación Húngara de Natación.
Un total de dieciséis selecciones nacionales afiliadas a la FINA compitieron por el título mundial, cuyo anterior portador era el equipo de Italia, vencedor del Mundial de 2019. 
La selección de España se adjudicó la medalla de oro al derrotar en la final al equipo de Italia con un marcador de 14-15. En el partido por el tercer puesto el conjunto de Grecia venció al de Croacia.

## Sedes
| Foto | Grupo          | Ciudad   | Instalación                              | Capacidad |
| ---- | -------------- | -------- | ---------------------------------------- | --------- |
|      | A y fase final | Budapest | Centro Nacional de Natación Alfréd Hajós | 5000      |
|      | B              | Debrecen | Piscina Deportiva de Debrecen            | 3500      |
|      | C              | Sopron   | Piscina Deportiva de Sopron              | 1500      |
|      | D              | Szeged   | Complejo Deportivo Tiszavirág            | 3000      |

## Grupos
| Grupo A    | Grupo B  | Grupo C   | Grupo D        |
| ---------- | -------- | --------- | -------------- |
| Hungría    | Japón    | Italia    | Kazajistán     |
| Brasil     | Grecia   | Canadá    | Estados Unidos |
| Montenegro | Alemania | Sudáfrica | Australia      |
| Georgia    | Croacia  | España    | Serbia         |

## Fase preliminar
- Todos los partidos en la hora local de Hungría (UTC+2).

El primer equipo de cada grupo pasa directamente a los cuartos de final. Los equipos clasificados en segundo y tercer puesto tienen que disputar primero la clasificación a cuartos.

### Grupo A
| Equipo     | J | G | E | P | GF | GC | DG  | PTS |
| ---------- | - | - | - | - | -- | -- | --- | --- |
| Hungría    | 3 | 3 | 0 | 0 | 50 | 28 | +22 | 6   |
| Montenegro | 3 | 2 | 0 | 1 | 38 | 26 | +12 | 4   |
| Georgia    | 3 | 1 | 0 | 2 | 37 | 38 | -1  | 2   |
| Brasil     | 3 | 0 | 0 | 3 | 21 | 54 | -33 | 0   |

- Resultados

| Fecha | Hora  | Partido    | Partido | Partido    | Resultado |
| ----- | ----- | ---------- | ------- | ---------- | --------- |
| 21.06 | 19.30 | Brasil     | -       | Georgia    | 10-14     |
| 21.06 | 21:00 | Montenegro | -       | Hungría    | 8-12      |
| 23.06 | 19:30 | Georgia    | -       | Montenegro | 9-10      |
| 23.06 | 21:00 | Hungría    | -       | Brasil     | 20-6      |
| 25.06 | 19:30 | Brasil     | -       | Montenegro | 5-20      |
| 25.06 | 21:00 | Hungría    | -       | Georgia    | 18-14     |

- (¹) – Todos en Budapest.

### Grupo B
| Equipo   | J | G | E | P | GF | GC | DG  | PTS |
| -------- | - | - | - | - | -- | -- | --- | --- |
| Grecia   | 3 | 2 | 1 | 0 | 42 | 23 | +19 | 5   |
| Croacia  | 3 | 2 | 1 | 0 | 42 | 30 | +12 | 5   |
| Japón    | 3 | 1 | 0 | 2 | 32 | 50 | -18 | 2   |
| Alemania | 3 | 0 | 0 | 3 | 28 | 41 | -13 | 0   |

- Resultados

| Fecha | Hora  | Partido  | Partido | Partido  | Resultado |
| ----- | ----- | -------- | ------- | -------- | --------- |
| 21.06 | 18:00 | Alemania | -       | Japón    | 11-12     |
| 21.06 | 19:30 | Grecia   | -       | Croacia  | 8-8       |
| 23.06 | 18:00 | Croacia  | -       | Alemania | 13-9      |
| 23.06 | 19:30 | Japón    | -       | Grecia   | 7-18      |
| 25.06 | 18:00 | Japón    | -       | Croacia  | 13-21     |
| 25.06 | 19:30 | Grecia   | -       | Alemania | 16-8      |

- (¹) – Todos en Debrecen.

### Grupo C
| Equipo    | J | G | E | P | GF | GC | DG  | PTS |
| --------- | - | - | - | - | -- | -- | --- | --- |
| España    | 2 | 2 | 0 | 0 | 42 | 14 | +28 | 4   |
| Italia    | 2 | 1 | 0 | 1 | 34 | 18 | +16 | 2   |
| Sudáfrica | 2 | 0 | 0 | 2 | 6  | 50 | -44 | 0   |
| Canadá    | – | – | – | – | –  | –  | –   | –   |

- Resultados

| Fecha | Hora  | Partido   | Partido | Partido   | Resultado |
| ----- | ----- | --------- | ------- | --------- | --------- |
| 21.06 | 18:00 | Sudáfrica | -       | Italia    | 4-22      |
| 21.06 | 19:30 | Canadá    | -       | España    | 2-19      |
| 23.06 | 18:00 | España    | -       | Sudáfrica | 28-2      |
| 23.06 | 19:30 | Italia    | -       | Canadá    | ND        |
| 25.06 | 18:00 | Italia    | -       | España    | 12-14     |
| 25.06 | 19:30 | Canadá    | -       | Sudáfrica | ND        |

- (¹) – Todos en Sopron.

1. ↑  El equipo de Canadá se dio de baja del torneo tras disputar el primer partido, debido a numeroso casos de COVID-19.[5]

### Grupo D
| Equipo         | J | G | E | P | GF | GC | DG  | PTS |
| -------------- | - | - | - | - | -- | -- | --- | --- |
| Serbia         | 3 | 3 | 0 | 0 | 45 | 21 | +24 | 6   |
| Estados Unidos | 3 | 2 | 0 | 1 | 44 | 30 | +14 | 4   |
| Australia      | 3 | 1 | 0 | 2 | 24 | 24 | 0   | 2   |
| Kazajistán     | 3 | 0 | 0 | 3 | 11 | 49 | -38 | 0   |

- Resultados

| Fecha | Hora  | Partido        | Partido | Partido        | Resultado |
| ----- | ----- | -------------- | ------- | -------------- | --------- |
| 21.06 | 18:00 | Australia      | -       | Kazajistán     | 10-4      |
| 21.06 | 19:30 | Estados Unidos | -       | Serbia         | 13-17     |
| 23.06 | 18:00 | Serbia         | -       | Australia      | 6-5       |
| 23.06 | 19:30 | Kazajistán     | -       | Estados Unidos | 4-17      |
| 25.06 | 18:00 | Kazajistán     | -       | Serbia         | 3-22      |
| 25.06 | 19:30 | Estados Unidos | -       | Australia      | 14-9      |

- (¹) – Todos en Szeged.

## Fase final
- Todos los partidos en la hora local de Hungría (UTC+2).

|  | Clasif. a cuartos | Clasif. a cuartos |            |            | Cuartos de final | Cuartos de final |        |              | Semifinales  | Semifinales |  |  | Final      | Final      |
|  | 27 de junio       | 27 de junio       |            |            | 29 de junio      | 29 de junio      |        |              | 1 de julio   | 1 de julio  |  |  | 3 de julio | 3 de julio |
|  |                   |                   |            |            |                  |                  |        |              |              |             |  |  |            |            |
|  |                   |                   |            |            |                  |                  |        |              |              |             |  |  |            |            |
|  |                   |                   |            |            |                  |                  |        |              |              |             |  |  |            |            |
|  | Hungría           | 10                |            |            |                  |                  |        |              |              |             |  |  |            |            |
|  | Hungría           | 10                | Italia     | 17         |                  |                  |        |              |              |             |  |  |            |            |
|  |                   | Italia            | Italia     | 17         | 11               |                  |        |              |              |             |  |  |            |            |
|  | Australia         | Italia            | 6          |            | 11               | Italia           | 11     |              |              |             |  |  |            |            |
|  | Australia         |                   | 6          |            |                  | Italia           | 11     |              |              |             |  |  |            |            |
|  |                   |                   |            | Grecia     | 10               |                  |        |              |              |             |  |  |            |            |
|  | Grecia            | 16                |            | Grecia     | 10               |                  |        |              |              |             |  |  |            |            |
|  | Grecia            | 16                | Sudáfrica  | 2          |                  |                  |        |              |              |             |  |  |            |            |
|  |                   | Estados Unidos    | Sudáfrica  | 2          | 11               |                  |        |              |              |             |  |  |            |            |
|  | Estados Unidos    | Estados Unidos    | 24         |            | 11               | Italia           | 14     |              |              |             |  |  |            |            |
|  | Estados Unidos    |                   | 24         |            |                  | Italia           | 14     |              |              |             |  |  |            |            |
|  |                   |                   |            | España PEN | 15               |                  |        |              |              |             |  |  |            |            |
|  | España            | 7                 |            | España PEN | 15               |                  |        |              |              |             |  |  |            |            |
|  | España            | 7                 | Montenegro | 10         |                  |                  |        |              |              |             |  |  |            |            |
|  |                   | Montenegro        | Montenegro | 10         | 6                |                  |        |              |              |             |  |  |            |            |
|  | Japón             | Montenegro        | 9          |            | 6                | España           | 10     | Tercer lugar | Tercer lugar |             |  |  |            |            |
|  | Japón             |                   | 9          |            |                  | España           | 10     | Tercer lugar | Tercer lugar |             |  |  |            |            |
|  |                   |                   |            | Croacia    | 5                |                  |        |              |              |             |  |  |            |            |
|  | Serbia            | 12                |            | Croacia    | 5                |                  |        |              |              |             |  |  |            |            |
|  | Serbia            | 12                | Georgia    | 7          |                  |                  | Grecia | 9            |              |             |  |  |            |            |
|  |                   | Croacia           | Georgia    | 7          | 14               |                  | Grecia | 9            |              |             |  |  |            |            |
|  | Croacia           | Croacia           | 13         |            | 14               | Croacia          | 7      |              |              |             |  |  |            |            |
|  | Croacia           |                   | 13         |            |                  | Croacia          | 7      |              |              |             |  |  |            |            |

### Clasificación a cuartos
| Fecha | Hora  | Partido    | Partido | Partido        | Resultado |
| ----- | ----- | ---------- | ------- | -------------- | --------- |
| 27.06 | 14:00 | Montenegro | -       | Japón          | 10-9      |
| 27.06 | 15:30 | Georgia    | -       | Croacia        | 7-13      |
| 27.06 | 17:00 | Italia     | -       | Australia      | 17-6      |
| 27.06 | 18:30 | Sudáfrica  | -       | Estados Unidos | 2-24      |

- (¹) – Todos en Budapest.

### Cuartos de final
| Fecha | Hora  | Partido | Partido | Partido        | Resultado |
| ----- | ----- | ------- | ------- | -------------- | --------- |
| 29.06 | 13:00 | Grecia  | -       | Estados Unidos | 16-11     |
| 29.06 | 16:00 | Serbia  | -       | Croacia        | 12-14     |
| 29.06 | 19:30 | España  | -       | Montenegro     | 7-6       |
| 29.06 | 21:00 | Hungría | -       | Italia         | 10-11     |

- (¹) – Todos en Budapest.

### Semifinales
| Fecha | Hora  | Partido | Partido | Partido | Resultado |
| ----- | ----- | ------- | ------- | ------- | --------- |
| 01.07 | 16:00 | Italia  | -       | Grecia  | 11-10     |
| 01.07 | 19:30 | España  | -       | Croacia | 10-5      |

- (¹) – En Budapest.

### Tercer lugar
| Fecha | Hora  | Partido | Partido | Partido | Resultado |
| ----- | ----- | ------- | ------- | ------- | --------- |
| 03.07 | 14:30 | Grecia  | -       | Croacia | 9-7       |

- (¹) – En Budapest.

### Final
| Fecha | Hora  | Partido | Partido | Partido | Resultado |
| ----- | ----- | ------- | ------- | ------- | --------- |
| 03.07 | 20:00 | Italia  | -       | España  | 14-15 PEN |

- (¹) – En Budapest.

### Partidos de clasificación
5.º a 8.º lugar
| Fecha | Hora  | Partido    | Partido | Partido        | Resultado |
| ----- | ----- | ---------- | ------- | -------------- | --------- |
| 01.07 | 14:30 | Montenegro | -       | Serbia         | 7-10      |
| 01.07 | 21:00 | Hungría    | -       | Estados Unidos | 15-16 PEN |

- (¹) – En Budapest.

Séptimo lugar
| Fecha | Hora  | Partido | Partido | Partido    | Resultado |
| ----- | ----- | ------- | ------- | ---------- | --------- |
| 03.07 | 13:00 | Hungría | -       | Montenegro | 8-6       |

- (¹) – En Budapest.

Quinto lugar
| Fecha | Hora  | Partido        | Partido | Partido | Resultado |
| ----- | ----- | -------------- | ------- | ------- | --------- |
| 03.07 | 17:00 | Estados Unidos | -       | Serbia  | 10-13     |

- (¹) – En Budapest.

## Medallero
| España | Italia | Grecia |
| Unai Aguirre Alejandro Bustos Sánchez Sergi Cabañas Pegado Martin Faměra Álvaro Granados Ortega Marc Larumbe Gonfaus Eduardo Lorrio Blai Mallarach Alberto Munárriz Felipe Perrone Bernat Sanahuja Roger Tahull Miguel de Toro | Lorenzo Bruni Giacomo Cannella Luca Damonte Marco Del Lungo Francesco Di Fulvio Edoardo Di Somma Vincenzo Dolce Gonzalo Echenique Andrea Fondelli Matteo Iocchi Gratta Luca Marziali Gianmarco Nicosia Nicholas Presciutti | Stylianós Argyrópulos Yeoryos Dervisis Ioannis Funtulis Konstantinos Guvis Efstathios Kaloyerópulos Konstantinos Kákaris Dimitrios Nikolaídis Aléxandros Papanastasíu Dimitrios Skumpakis Panayotis Tzortzatos Ányelos Vlajópulos Konstantinos Yeniduniás Emmanuíl Zerdevás |
| David Martín Lozano (seleccionador) | Alessandro Campagna (seleccionador) | Theodoros Vlajos (seleccionador) |

## Estadísticas

### Clasificación general
| 1. España         |
| 2. Italia         |
| 3. Grecia         |
| 4. Croacia        |
| 5. Serbia         |
| 6. Estados Unidos |
| 7. Hungría        |
| 8. Montenegro     |
| 9. Japón          |
| 10. Georgia       |
| 11. Australia     |
| 12. Sudáfrica     |
| 13. Alemania      |
| 14. Kazajistán    |
| 15. Brasil        |
| 16. Canadá        |

### Máximos goleadores
| Núm. | Nombre                 | Selección      | Goles | Tiros | %    | Partidos jugados |
| ---- | ---------------------- | -------------- | ----- | ----- | ---- | ---------------- |
| 1    | Alexander Bowen        | Estados Unidos | 21    | 43    | 49 % | 7                |
| 2    | Álvaro Granados Ortega | España         | 18    | 38    | 47 % | 5                |
| 3    | Strahinja Rašović      | Serbia         | 17    | 36    | 47 % | 6                |
| 3    | Boris Vapenski         | Georgia        | 17    | 47    | 36 % | 6                |
| 5    | Gergő Zalánki          | Hungría        | 16    | 29    | 55 % | 6                |
| 5    | Konstantin Jarkov      | Croacia        | 16    | 42    | 38 % | 7                |
| 5    | Yusuke Inaba           | Japón          | 16    | 47    | 34 % | 6                |
| 8    | Stylianós Argyrópulos  | Grecia         | 15    | 30    | 50 % | 6                |
| 8    | Ányelos Vlajópulos     | Grecia         | 15    | 15    | 30 % | 6                |
| 10   | Ben Hallock            | Estados Unidos | 14    | 26    | 54 % | 7                |
| 10   | Dušan Mandić           | Serbia         | 14    | 32    | 44 % | 6                |
| 10   | Francesco Di Fulvio    | Italia         | 14    | 34    | 41 % | 6                |

Fuente: 